# Еподи (Горацій)
«Еподи» (лат. Epodon Liber, книга Еподов) — збірка Квінта Горація Флакка, відноситься до ранніх робіт поета.
Збірка має порівняно малий обсяг (625 віршів) і включає 17 віршів. Композиція збірника не містить елементів, загальних для інших віршованих збірок епохи: зокрема, відсутні чітко виражені вступний і заключний вірші (хоча перший вірш містить традиційне для Горація звернення до Меценату), не дотримано принципу метричного розмаїття.
Включені до збірки вірша написані двовіршами з укороченим другим рядком, що відтворюють аналогічну жанрово-строфічну форму, винайдену Архілохом. Розмір перших десяти віршів однаковий: ямбічний триметр // ямбічний диметр, решта сім написані різними іншими розмірами (при цьому лише 12 – не ямбічним, а дактилічним).
Вірш Еподов тематично поділяються на цивільні (1, 2, 4, 7, 9 і 16), дружні (3, 13, 14), любовні (11, 15) та інвективні (5, 6, 8, 10, 12, 17). 8-й і 12-й вірші відверті до непристойності, чому перекладалися рідше за інших.
Вірші збірки були написані в період 41-31 до н. е. (хронологічно останні 1 і 9 - перед битвою при мисі Акцій і відразу після нього). Збірка була опублікована в 30 до н. е., хоча окремі дослідники відносять його видання до пізнішого часу.